# Ernest-Joseph Bailly
Ernest-Joseph Bailly, ou Baillu, est un peintre né le 17 octobre 1753 à Lille et mort à Gand le 21 janvier 1823.

## Biographie
Ernest-Joseph Bailly est né à Lille en 1753, d'un père originaire de Mons. Il étudia d'abord à l'Académie royale des beaux-arts de Gand, puis à Académie royale des beaux-arts d'Anvers, et ensuite à Paris. En 1777, il retourna à Gand et fut peu après chargé par la magistrature de peindre quatre portraits de l'empereur Léopold II. Il a également peint un portrait de Marie-Christine d'Autriche. En 1792, il reçut un prix, à l'Académie de Gand, pour son Œdipe coloneus, et en 1811 il reçut une médaille d'or pour une allégorie sur la naissance du roi de Rome; il a présenté ces deux œuvres à la Société d'art et de littérature de Gand. Il mourut dans cette ville en 1823 .
Bailly se consacre beaucoup aux peintures décoratives sur les murs, les lambris et les meubles, dans laquelle branche de l'art il est devenu très célèbre.
Il avait épousé Justine  Vanden  Neucker.